# 매전중학교
매전중학교(梅田中學校)는 대한민국 경상북도 청도군 매전면 동산리에 있는 공립 중학교이다.

## 학교 연혁
- 1971년 1월 25일 : 매전중학교 설립인가(12학급)
- 1971년 2월 9일 : 초대 황계열 교장 취임
- 1971년 3월 4일 : 신입생 263명 입학
- 1971년 3월 10일 : 개교식 거행
- 2024년 2월 8일 : 제51회 졸업식(졸업생 6명, 총 4,980명)
- 2024년 3월 1일 : 제23대 김기빈 교장 취임
- 2024년 3월 4일 : 신입생 4명 입학

## 참고 자료
- 매전중학교 - 한국교육학술정보원 학교알리미